# Моісєєнко Ігор Олексійович
Моісєєнко Ігор Олексійович (нар. 10 липня 1962, м. Кривий Ріг, Дніпропетровська область) — український журналіст, поет, прозаїк, кінодраматург. Письменник-пацифіст, який засудив інтервенцію Кремля в Афганістані. Лауреат міжнародної літературно-мистецької премії імені М.В.Гоголя "Тріумф" (2015р), перший лауреат літературно-мистецької премії імені Богдана Хмельницького Міністерства оборони України (2010р). Член Національної спілки письменників України. Має державні нагороди урядів СРСР, Афганістану, України та Української спілки ветеранів Афганістану.

## Життєпис
Проходив строкову військову службу у 1980—1982 у Республіці Афганістан, де командував відділенням у званні молодшого сержанта. Брав участь у багатьох бойових операціях у складі 66-ї мотострілецької бригади — єдиної з часів Другої світової війни частини, нагородженої за бойові дії орденом Леніна.
В 2000-х обіймав посаду заступника головного редактора кременчуцької міської незалежної газети «Кремінь».

## Громадська діяльність
Після звільнення із лав Радянської Армії, протягом кількох років (у 1990-х) очолював Спілку ветеранів Афганістану міста Горішні Плавні (Комсомольськ на Дніпрі, Полтавська обл.). Під час керування міською СВА забезпечив виготовлення і відкриття меморіальної дошки та стели пам’яті загиблим в Афганістані на меморіальному комплексі. Організовував на свої кошти щорічні всеукраїнських і міжнародні змагання з рукопашного бою пам’яті загиблих в Афганістані, численні концертні програми із залученням відомих творчих колективів, конкурси дитячої творчості. Опікувався допомогою і підтримкою сімей загиблих та інвалідів. Забезпечував виконання декількох складних хірургічних операцій ветеранам, чим було врятовано їх від смерті від старих ран. Докладав зусиль до забезпечення безкоштовного лікування ветеранів у лікувальних закладах свого міста та збереження їхніх пільг. Ініціював зведення житлового будинку для ветеранів і забезпечив поліпшення житлових умов 12-ти сімей ветеранів. Ініціював декілька доповнень до Законів України.

## Літературна діяльність
У 2002 році написав і видав збірку своїх поезій «Эхо Гиндукуша. К 15-й годовщине вывода войск из Афганистана» (Комсомольськ: Горішні плавні, 2002 і 2004), яка досі вважається однією з найкращих поетичних книг в СНД на тему війни в Афганістані і витримала два видання.
Епіграф до збірки «Эхо Гиндукуша»:

| «Яких ми хлопців там втрачали! …Його лиш по наколці упізнали – На шкіряному і в крові мішку. Із нього у гірському кишлаку З живого шкіру смугами зідрали… Що матері привеземо? По кругу фляга. Мовчки третій ми п’ємо. Залишились На чорному граніті Нев’янучі троянди, Свіча тремтлива І сльоза – Тяжка й сумна. По кругу фляга. Ми повинні пам’ятати! |
У 2005 році І. Моісєєнко написав повість «Сектор обстрела», яку Національна спілка письменників України визнала унікальним твором літературного мистецтва довершеної художньої форми. Повість довгий час утримувала найвищий рейтинговий рядок в СНД у жанрі військово-пригодницької літератури та витримала два видання. Після представницького конкурсу твір видано за державною програмою фінансування соціально значущих видань «Українська книга-2006» — для молоді України, бібліотек військових частин та освітніх закладів.
У 2005—2006 роках Ігор Моісєєнко створив два кіносценарії, які кіностудія ім. О. Довженка, визнала кращими за все, що було створено для екрану про війну в Афганістані 1979—1989 рр. Проект їх постановки підтримує Національна спілка кінематографістів України та посол Доброї Волі від ЮНЕСКО Віталій Кличко. У 2007 році Президент України дав доручення  Міністерству культури України щодо екранізації цих творів (доручення від 16.01.2007 р. № 22/003203-16).
У 2007 році І. Моісєєнко написав роман "Сектор обстрілу — «Аісти», у якому відлік подій ведеться від трагічної загибелі в Афганістані українського поета-героя «Аіста» (О. І. Стовби), у підрозділі якого автор служив в 1980—1982 рр. Роман у перекладі, на прохання видавця, російською мовою, двічі видано у 2007 та 2008 роках як «Сектор обстрела» видавництвом «Ексмо» (м. Москва). У творі, в поєднанні з захоплюючим змістом, авторові вдалося настільки гармонійно висвітлити неповторну самобутність української душі, наділеної поетичним даром, традиційну для українців любов матері і сина, родинні цінності, правду армійських буднів, що російські книговидавці, репрезентуючи цю книгу, називають її шедевром сучасної військової прози. Читачі у своїх відгуках порівнюють стиль письма українського автора з майстерністю видатного німецького прозаїка Е.-М. Ремарка і пишуть, що після прочитання твору в них змінюється світогляд, що вони відмовляються від зброї, тощо...
Враховуючи те, що через історично зумовлені чинники афганські проблеми, тема воєнних дій в Афганістані не відходять в минуле, а навпаки — актуалізуються, то твори І. О. Моісєєнка набувають особливого значення для світової культури. Українською мовою "Сектор обстрілу — «Аісти» (2009) вперше видано (м. Кременчук, видавництво «Піраміда») на кошти автора та за підтримки меценатів і Кременчуцького міськвиконкому. В подальшому його було видано видавництвами "Криниця"  та "Україна" (м.Київ)
Цей твір гідно репрезентує читачам саме український бестселер, українською мовою, українського письменника, що стало вагомим внеском до справи популяризації української літератури. Це перший за роки незалежності України літературно-художній твір великої форми про війну в Афганістані, виконаний українською мовою. Видавництво «Криниця» висунуло його на здобуття премії імені Богдана Хмельницького Міністерства оборони України. За роман "Сектор обстрілу — «Аісти» І. О. Моісєєнку присвоєно у 2010 році звання «Лауреат премії імені Богдана Хмельницького за найкраще висвітлення військової тематики у творах літератури та мистецтва».
Майже одночасно стало відомо, що цей твір визнано гідним видання за державною програмою підтримки соціально-значущих видань «Українська книга — 2010». У лауреатське видання (Київ «Криниця» 2010, 384 с. (1500 прим.), крім роману, включено найкращі поетичні твори Моісєєнка, та звернення-заклик «Шлях із Армагеддону», яким розкриваються можливі практичні кроки на шляху до порятунку людства від прірви самознищення.
У 2015 році створив і оприлюднив науково-публіцистичний твір-доктрину  "Ідея Гармонії - Українська національна Ідея" http://afgan.pl.ua/uk/content/natsіonalna-іdeya-ukraїni [Архівовано 24 квітня 2016 у Wayback Machine.], у якому не тільки вперше в історії України сформулював одним реченням і емпірично обґрунтував Українську національну Ідею, але й розробив концепцію стратегічного розвитку української нації та висвітлив практичні віхи на шляху її реалізації й очікувану вже в недалекому майбутньому віддачу в усіх сферах суспільного життя нашого народу.
У 2015 році за активну письменницьку та громадську діяльність у справі побудови суспільства життєдайної моралі І. О. Моісєєнку присвоєно звання "Лауреат міжнародної літературно-мистецької премії імені М.В.Гоголя "Тріумф".
В подальшому - лауреат багатьох всеукраїнських та міжнародних премій...

## Відзнаки
- Міжнародна літературна премія імені Миколи Гоголя «Тріумф» (2015)[1]
- Премія імені Богдана Хмельницького за краще висвітлення військової тематики у творах літератури та мистецтва